# Иван Владков
Иван Илиев Владков (2 януари 1915 – 22 ноември 1943) е български комунист и член на РМС. Участник в българската комунистическа съпротива през Втората световна война. Участник в разузнавателната група на Александър Пеев (Боевой). Разстрелян е на 22 ноември 1943 г. на гарнизонното стрелбище в София, по присъда на Софийския военно-полеви съд, по Закона за защита на държавата.

## Биография
Иван Владков е роден в Дряново на 2 януари 1915 г. в бедно чиновническо семейство. Завършва гимназия в родния си град. През периода 1934 – 1939 активно се занимава с обществена дейност – член е на градското ръководство на РМС, на читалищното ръководство, на ръководството на кооперация „Напред“, кореспондент на в-к „Съдебен служител“. Активен деец в младежката културно-просветна група при читалището в Дряново и един от основателите на българо-съветското дружество в града. Работи като чиновник в Дряновския околийски съд, но е уволнен заради комунистическите си възгледи. След уволнението се премества със семейството си в София.

## Агентурна дейност, съд и разстрел
В София Иван Владков става член на Районен комитет на БКП и сътрудник на Централния комитет на БКП. Участва в разузнавателната група на Александър Пеев (Боевой) – събира сведения за германските войски в България, политическата обстановка в страната и друга информация в полза на Съветския Съюз. През 1943 г. е арестуван и изпратен в концлагер в Демир Хисар заради политическата си дейност. След разкриването на групата на Александър Пеев (Боевой), Владков е върнат в София и съден по наказателно дело № 1541/1943 г.
На 22 ноември 1943 г. Иван Владков, Александър Пеев (Боевой) и Емил Попов са разстреляни на гарнизонното стрелбище в София, по присъда на Софийския военно-полеви съд, по Закона за защита на държавата.

## Памет в изкуството
През 1964 г. дряновският писател Димитър Стефанов написва поема, посветена на Иван Владков – „Довиждане до идващите дни“. През 1965 г. Камен Калчев написва „Повест за Иван Владков“.
През 1979 г. в Народна република България по сценарий на Павел Вежинов е заснет телевизионен сериал, посветен на разузнавателната дейност на Александър Пеев и неговите сътрудници – „Сами сред вълци“.